# Северо-Уэльская прибрежная железная дорога
Северо-Уэльская прибрежная железная дорога (англ. North Wales Coast Railway, валл. Rheilffordd Arfordir Gogledd Cymru) — железная дорога европейской колеи, соединяющая английский Кру с валлийским Холихедом, бо́льшая часть которой проходит по территории Северного Уэльса. Открытая для движения в 1850 г., сейчас принадлежит «Network Rail». Управляется операторами «Arriva Trains Wales» и «Virgin Trains».

## История[2]

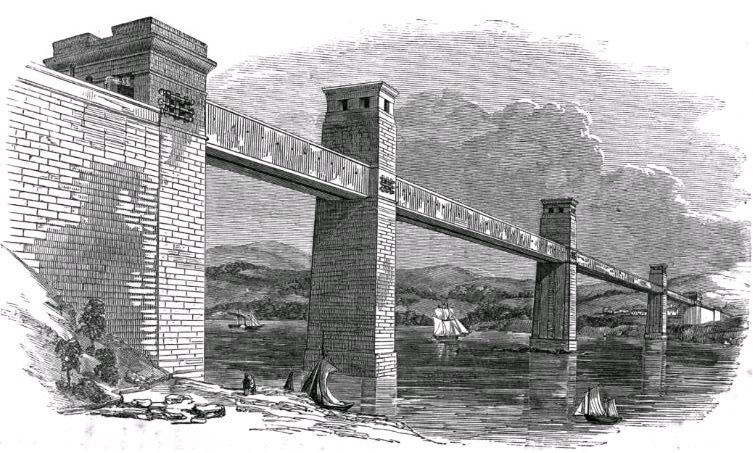
Мост через Менай около 1852 г.

Первый отрезок дороги — между Кру и Честером — был построен «Железной дорогой Честера и Кру» (Chester and Crewe Railway), которую незадолго до открытия в 1840 г. поглотила «Железная дорога Гранд-Джанкшан» (Grand Junction Railway). Второй отрезок — между Честером и Холихедом — проложила «Железная дорога Честера и Холихеда» (Chester and Holyhead Railway), чтобы ускорить доставку почты в Ирландию. Строительные работы были начаты 1 марта 1845 г. после того, как в предыдущем — 1844 г. — парламент принял соответствующий Акт. Работами руководил Роберт Стефенсон, занявший место главного инженера. Он возвёл на линии несколько мостов, в том числе, мост через Менай, для строительства которого пришлось останавливать судоходство в Менайском проливе. 1 августа 1848 г. ирландская почта была впервые доставлена поездом.

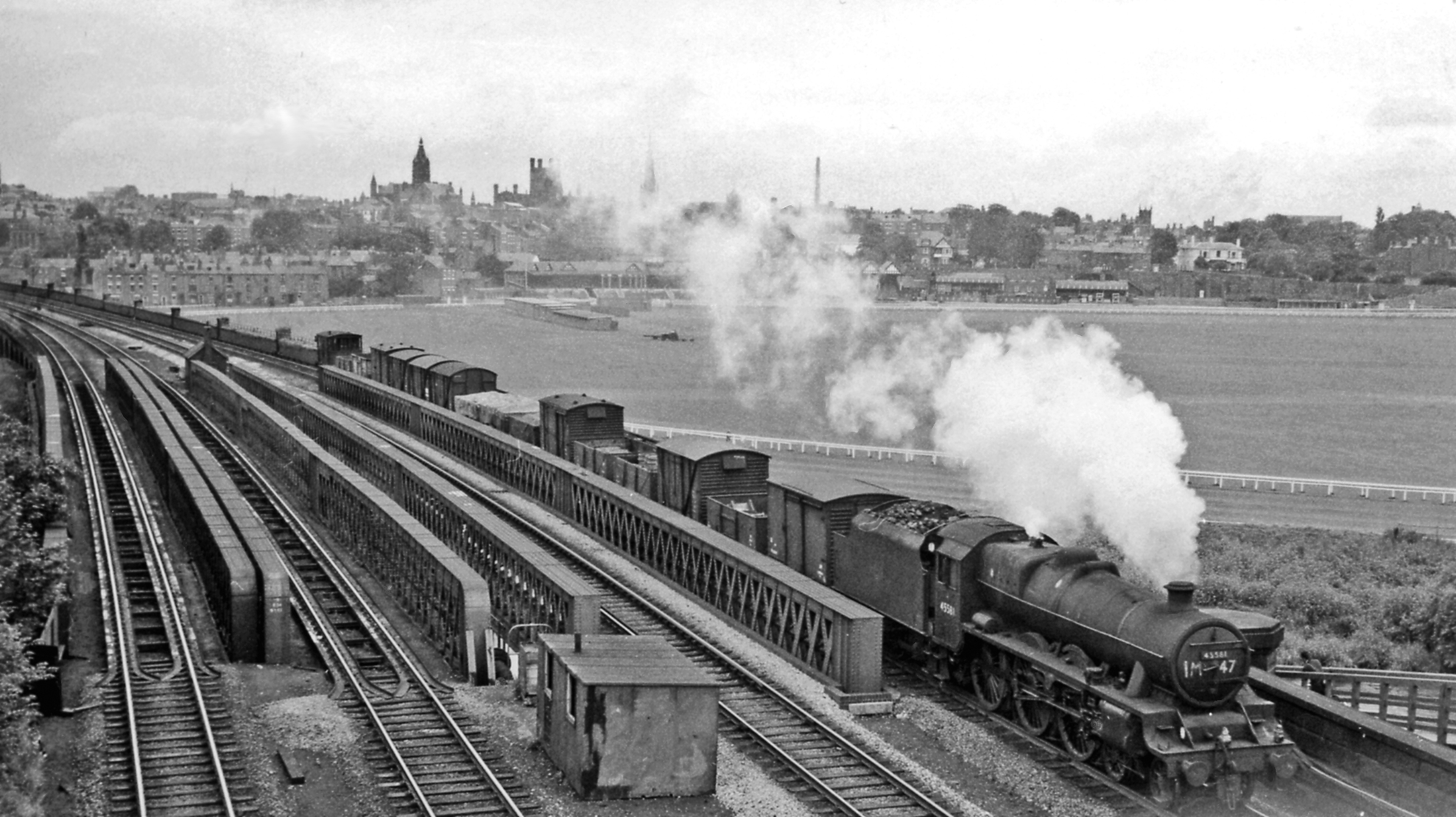
Четырёхпутный мост через Ди возле Честера. Поезд, ведомый паровозом LMS Jubilee Class. 1963 г.

В 1859 г. линия перешла в собственность «Лондонской и северо-западной железной дороги» (London and North Western Railway (LNWR)), которая, обладая значительными средствами, начала рекламу железнодорожного сообщения с известными приморскими курортами: Лландидно, Рил и Конуин-Бей. При этом на значительном числе участков уложили четыре пути вместо двух, станции перестроили, приспособив их к более плотному движению, а часть переездов заменили проезжими мостами.
В 1921 г., когда железнодорожные компании испытывали трудности после Первой мировой войны и правительство Великобритании решило их объединить в более крупные, но менее многочисленные предприятия, линия перешла в собственность London, Midland and Scottish Railway. В составе последней она без существенных изменений пережила годы Великой депрессии и Второй мировой войны, а в 1948 г. дорогу вместе с другими британскими железными дорогами национализировали. С 1955 г., после принятия «Плана модернизации железных дорог», на линии начали появляться дизель-поезда, но быстроходные паровозы продолжали выполнять основную работу вплоть до 1968 г.

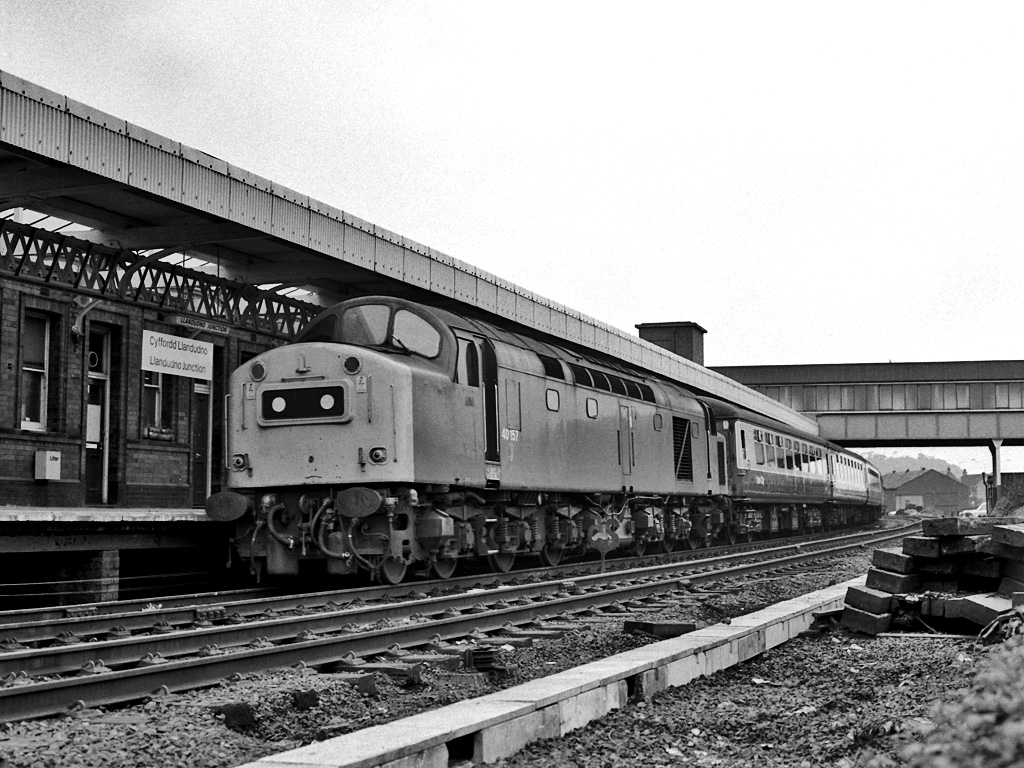
Поезд, ведомый BRC 40, на станции «Лландидно». 1983 г.

В начале 1960-х гг. «топор Бичинга» обрубил у дороги почти все второстепенные ветки за исключением одной: от Лландидно до Блайнай-Фестиниога. На главном же направлении было закрыто множество станций, часть из которых пришлось открывать заново, как, например, вокзал в городе Конуи. Пассажиры, которые прежде использовали поезда, чтобы добираться до курортов, пересели на автомобили, и основной доход стало приносить транзитное движение между Ирландией и Англией. Дорогу перевели в согласии с планом модернизации на тепловозную тягу: на работу вывели дизель-электрические BRC 40 и BRC 37, — а четырёхпутные участки сделали двухпутными.

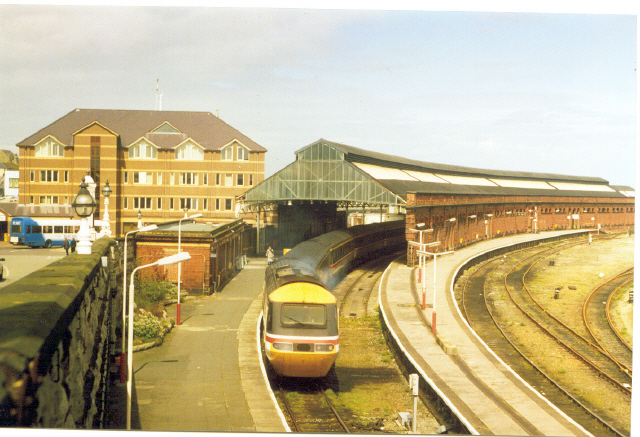
InterCity 125 в Холихеде. 1994 г.

В середине 1980-х гг. правительство реконструировало шоссе A55, шедшее параллельно железной дороге, и грузовые автомобили отобрали у составов значительную часть контейнерных перевозок. В это же время бо́льшую часть поездов объявили региональными и ввели для них режим жёсткой экономии. Дороге пришлось закупить и вывести на линию небольшие и экономичные двухвагонные дизель-поезда BRC 150 «Sprinter» и BRC 142 «Pacer».
В 1994 г. вся железнодорожная сеть Великобритании перешла в собственность компании «Railtrack plc», позже купленной «Network Rail». Грузовые тепловозы и вагоны были проданы американской «Центральной железной дороге Висконсина», а в дополнение к региональным поездам по линии пустили скоростной InterCity 125 до Лондона. Пассажирское движение передали компаниям-операторам, из которых к 2003 г. осталось две: «Arriva Trains Wales», принадлежащая «Германской железной дороге АГ», и «Virgin Trains».

## Маршрут[3]

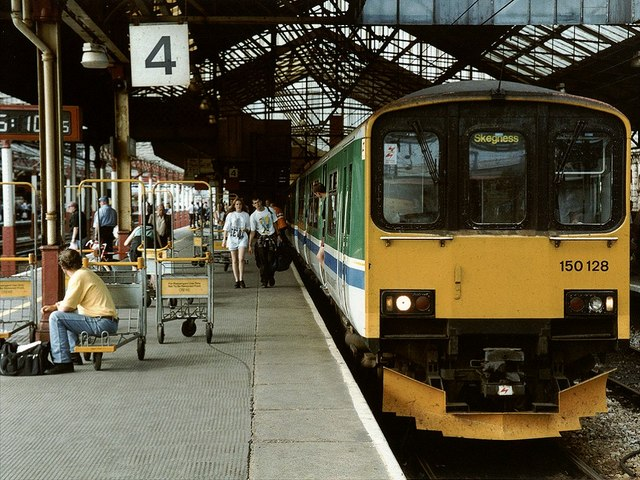
Кру.

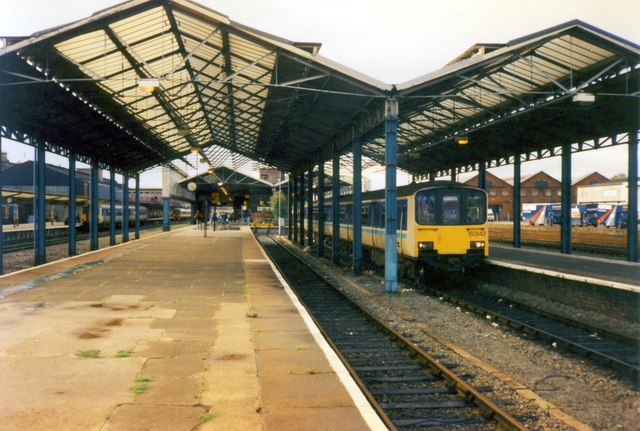
Честер.

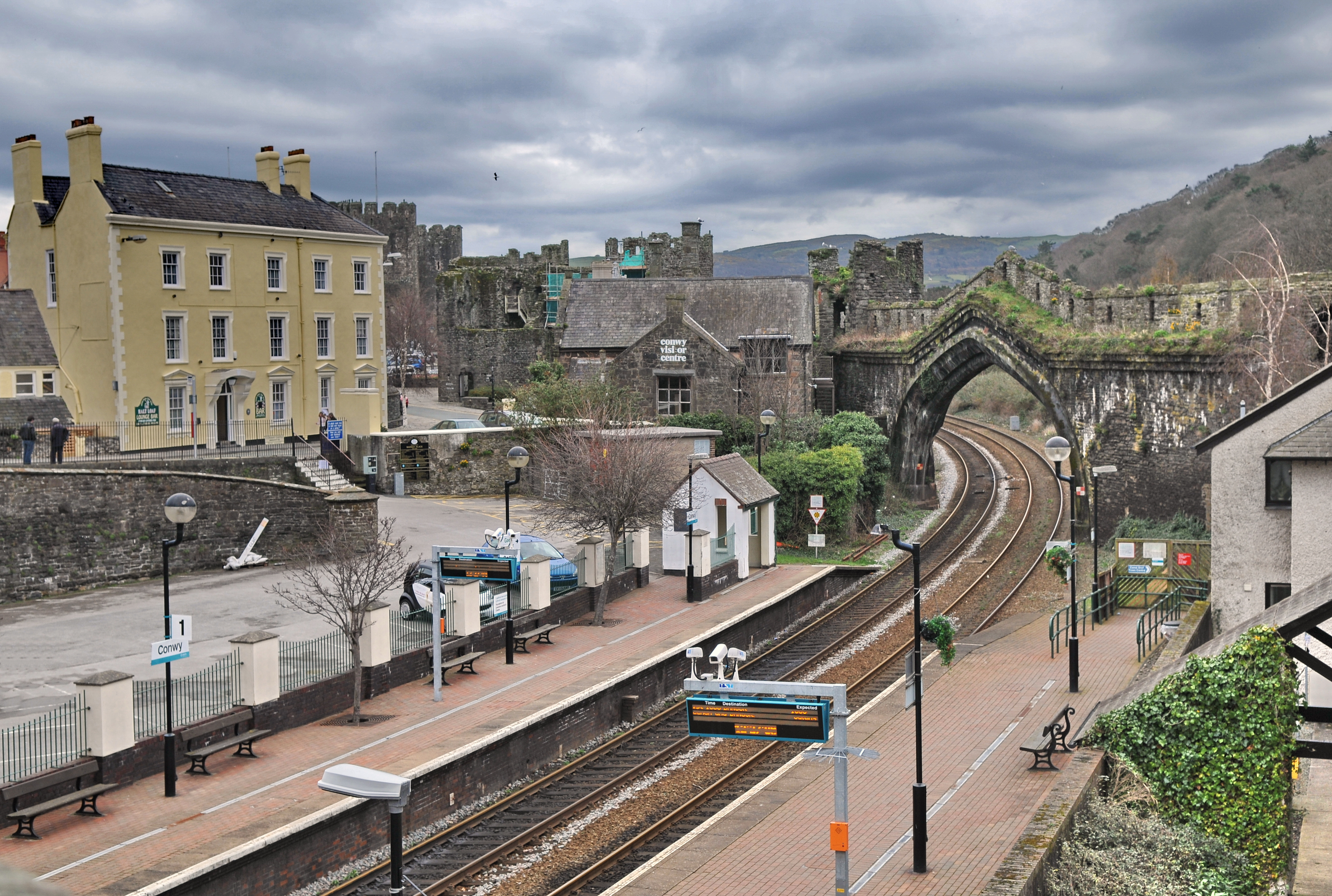
Конуи.

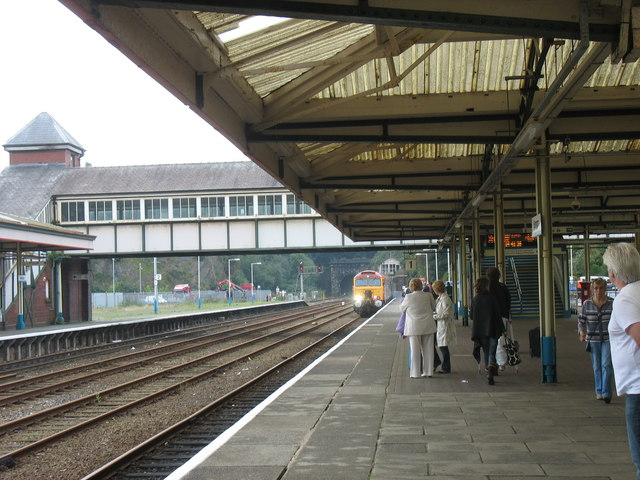
Бангор. Виден северный тоннель.

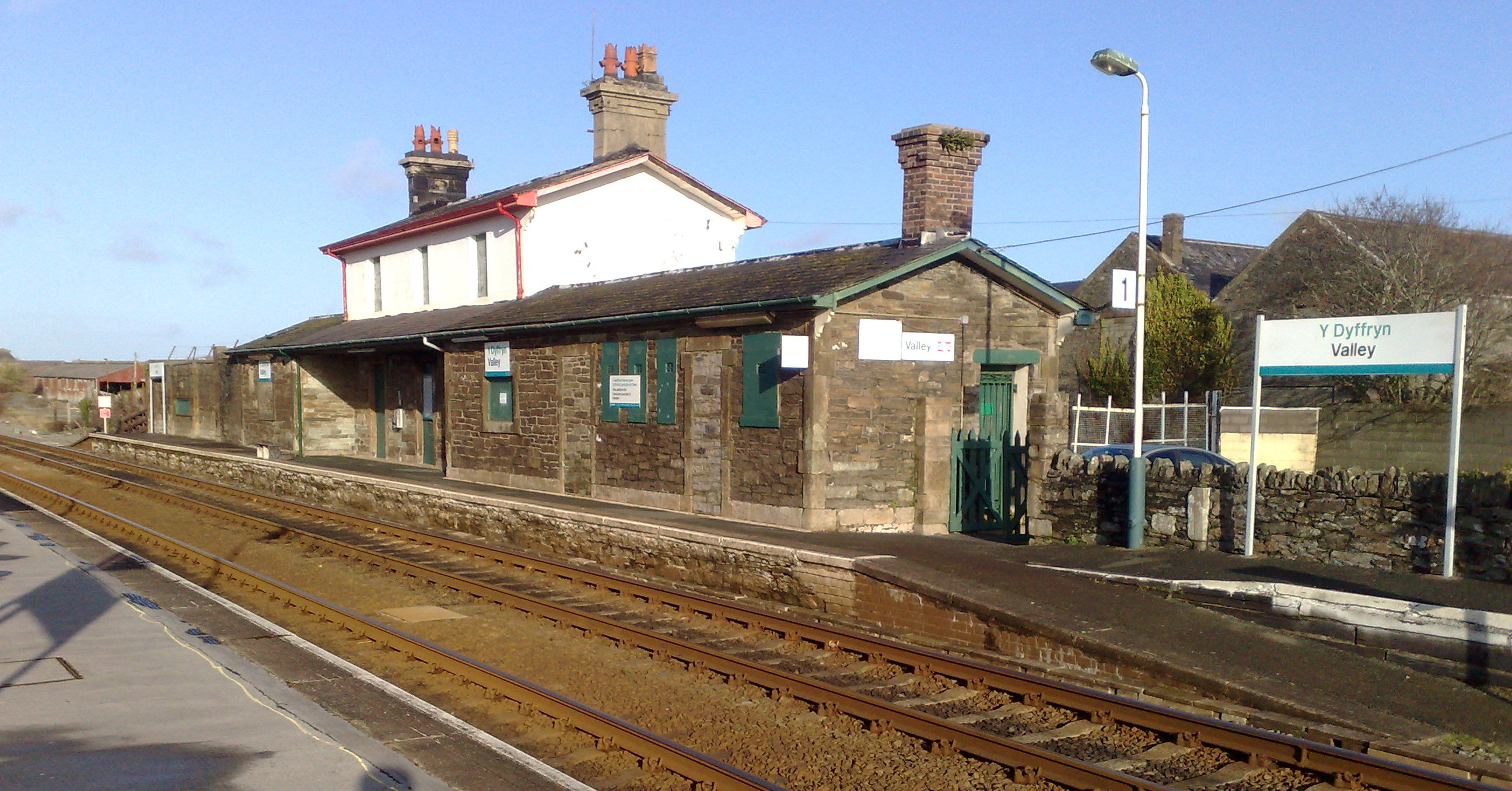
Велли.

- Кру — так называемый «железнодорожный посёлок» (railway town), образовавшийся в 1843 г. возле одноимённой узловой станции, построенной в 1837 г.
- Бистонский замок. Здесь станция, открытая 1 октября 1840 г., перестала функционировать 18 апреля 1966 г. Сохранились остатки перрона и сигнальная будка.
- Честер — узловая станция. Соединение с «Железной дорогой от Шрусбери до Честера» и «Уиррелской линией».
- Четырёхпутный мост через Ди.
- Пограничная линия между Англией и Уэльсом.
- Шоттон — узловая станция. Пересечение с «Приграничной линией».
- Флинт известен своим замком. В 2002 г. станция «Флинт» объявлена «лучшей в Соединённом Королевстве».[4]
- Престейтин — курорт. Станция открыта в 1848 г.
- Рил — курорт. В городе располагается «Рильская миниатюрная железная дорога».
- Абергил и Пенсерн — станция, открытая 1 мая 1848 г. В 1868 г. близ неё случилось столкновение двух поездов, унёсшее 30 жизней. Недалеко от станции располагается замок Гурих (валл. Castell Gwrych).
- Колуин-Бей — курорт и станция, открытая в 1849 г.
- Лландидно-Джанкшен — узловая станция, открытая в 1858 г. Пересечение с «Железной дорогой Конуинской долины» — веткой, ведущей на севере к Лландидно, на юге — Блайнай-Фестиниогу с его узкоколейной железной дорогой.
- Железнодорожный мост через Конуи, возведённый в 1849 г. Робертом Стефенсоном. Расположен рядом с замком Конуи, как и параллельные: автомобильный мост и Висячий мост Конуи.
- Конуи — город, станция в котором, построенная в 1848 г., была закрыта 14 февраля 1866 г. и вновь открылась 29 июня 1987 г.[5]
- Пенмайнмаур — от станции отходит подъездной путь к гранитной каменоломне. В августе 1950 г. здесь произошло крушение двух поездов: грузового, бывшего в маневровой работе, и почтового экспресса из Холихеда.[6]
- Лланвайрвехан — остановка по требованию.
- Бангор — станция, находящаяся между двумя тоннелями, пробитыми в Бангорских горах. Открыта в 1848 г.
- Мост Британия, построенный в 1850 г. Робертом Стефенсоном через пролив Менай.
- Лланвайрпулл — станция с очень длинным официальным названием: «Llanfairpwllgwyngyll-gogerychwyrndrobwll-llantysilio-gogogoch».
- Гайруэн (валл. Gaerwen) — закрытая для пассажиров в 1966 г. станция, где к главному пути примыкала ныне не рабочая, но не разобранная «Центральная железная дорога Англси».
- Бодорган — остановка по требованию. При открытии в октябре 1849 г. называлась «Тревдрайт» (валл. Trefdraeth).
- Ти Кройс — остановка по требованию.
- Роснейгр — остановка по требованию. Открыта 1 мая 1907 г.
- Велли — остановка по требованию. Обслуживает авиабазу «RAF Valley» — военную часть аэропорта Англси. В 1962 г. на станции были устроены запасные пути для перегрузки в вагоны отработанного топлива с атомной электростанции Уилва, а в 1989 г. — поворотный круг для паровозов.
- Холихед — конечная станция. Построена в 1848 г., перестроена в 1851 г. Расположена в порту и обслуживает паромную переправу между Великобританией и Ирландией.

## Современное состояние[7]

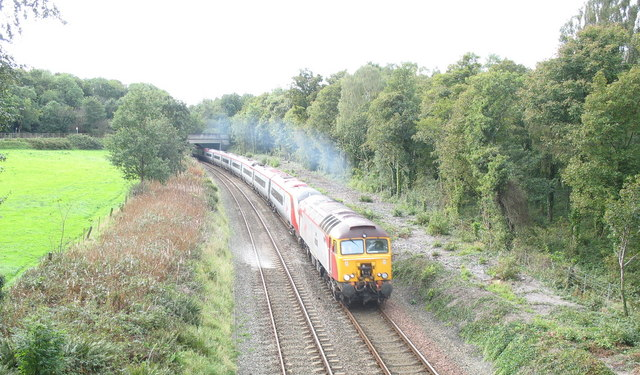
«Pendolino», буксируемый тепловозом.

Движением по дороге от Юстонского вокзала в Лондоне и обратно управляет компания «Virgin Trains», остальные маршруты находятся в ведении компании «Arriva Trains Wales». «Virgin Trains» принадлежит часть поездов BRC 221 «Super Voyager», второй частью которых, используемой для перевозки пассажиров в Кардифф по «Приграничной линии», владеет «Arriva». Раз в неделю из Лондона приходит скоростной BRC 390 «Pendolino», который будучи электрическим, буксируется по неэлектрифицированной «Северо-Уэльской прибрежной железной дороге» тепловозом BRC 57/3. Для местных поездов используются дизель-поезда BRC 150, BRC 158, BRC 175 и автомотрисы BRC 153.